# Огородные белянки
Огородные белянки, или белянки (лат. Pieris), — род дневных бабочек из семейства белянок (Pieridae). Усики с головчатой булавой. Крылья на верхней стороне белые с темными пятнами, жилки не контрастные. Фон нижней стороны крыльев лишён чёткого рисунка. Жилки крыла R4, R5 и М1 имеют общий ствол. Половой диморфизм выражается в более сильно развитом тёмном рисунке на крыльях у самок.

## Список видов
- Белянка курильская[2] (Pieris tomariana)
- Pieris ajaka (Moore, 1865)
- Pieris angelika (Scudder, 1861)
- Pieris balcana (Grum-Grshimailo, 1888)
- Pieris bowdeni Eitschberger, [1984]
- Белянка капустная, или Капустница Pieris brassicae (Linnaeus, 1758)
- Pieris brassicoides (Grum-Grshimailo, 1888)
- Горная белянка Pieris bryoniae (Hübner, 1806)
- Белянка канидия Pieris canidia (Linnaeus, 1768)
- Pieris cheiranthi (Hübner, 1806)
- Pieris davidis (Staudinger, 1886)
- Pieris deota (Nicéville, 1884)
- Pieris dubernardi (Staudinger, 1886)
- Белянка дульцинея Pieris dulcinea (Butler, 1882)
- Pieris ergane (Geyer, 1828)
- Pieris erutae Poujade, 1888
- Белянка южносибирская Pieris euorientis (Verity, 1908)
- Pieris extensa (Staudinger, 1886)
- Pieris krueperi (Geyer, 1828)
- Pieris mahometana (Grum-Grshimailo, 1888)
- Pieris mannii (Mayer, 1851)
- Pieris marginalis Moore, 1865
- Pieris meckyae (Scudder, 1861)
- Белянка мелета Pieris melete Menetries, 1857
- Pieris naganum (Moore, 1884)
- Белянка брюквенная, или Брюквенница Pieris napi (Linnaeus, 1758)
- Pieris narina (Verity, 1908)
- Pieris nesis (Butler, 1882)
- Pieris ochsenheimeri (Staudinger, 1886)
- Pieris oleracea (Moore, 1865)
- Pieris persis (Verity, 1922)
- Pieris pseudorapae (Verity, 1908)
- Белянка репная, или Репница Pieris rapae (Linnaeus, 1758)
- Pieris tadjika (Nicéville, 1884)
- Pieris virginiensis (W.H. Edwards, 1870)
- Pieris wollastoni

## Комментарии
1. ↑  Pieris — научное название не только рода бабочек из семейства Белянки (Pieridae), но и рода цветковых растений Пиерис из семейства Вересковые (Ericaceae). Поскольку зоологический род Pieris находится в юрисдикции Международного кодекса зоологической номенклатуры, а ботанический род Pieris — в юрисдикции Международного кодекса ботанической номенклатуры, эти названия не являются таксономическими омонимами и к ним не должна применяться процедура устранения омонимии.